# Fabryka artykułów naukowych
Fabryka artykułów naukowych (potocznie papiernia, ang. paper mill) – zorganizowana grupa osób, która dopuszcza się tworzenia (często poprzez plagiaty lub fałszowanie badań naukowych), publikowania, a następnie wzajemnego cytowania słabej jakości lub po prostu fałszywych artykułów naukowych. Określanie papiernia jest stosowane zarówno dla grup naukowców stosujących takie praktyki w celu zwiększenia własnych wskaźników naukometrycznych (innym określeniem takiej grupy jest spółdzielnia), jak i do komercyjnych podmiotów zajmujących się produkcją artykułów na żądanie i sprzedażą autorstwa, to jest umożliwiających dopisywanie współautorów do artykułów za opłatą.
Praktyki typowe dla fabryk artykułów naukowych to:
- masowe dopisywanie do publikacji w czasopismach naukowych odniesień do prac niepowiązanych tematycznie, jedynie w celu zwiększenia liczby cytowań[1],
- dopisywanie naukowców jako współautorów (gościnne autorstwo)[4], często nawet w sytuacji, gdzie tematyka publikacji nie pasuje do dotychczasowej działalności danego autora[6],
- używanie ogólnikowych sformułowań, brak jasnych hipotez w pracach badawczych[6],
- stosowanie tzw. umęczonych fraz (ang. tortured phrases), czyli nietypowych określeń odnoszących się do powszechnie stosowanych terminów naukowych[7], co może mieć na celu uniknięcie wykrycia plagiatu[8],
- bazowanie na sfałszowanych lub zmanipulowanych danych przy jednoczesnym braku udostępniania surowych danych, które pozwoliłyby innym naukowcom na zweryfikowanie wyników lub powtórzenie badań[6].

Konferencja Rektorów Akademickich Szkół Polskich zasygnalizowała w styczniu 2025, że dotychczasowe zasady ewaluacji skłaniają do działań patologicznych i zaapelowała o pilne opracowanie i wprowadzenie nowych zasad, ograniczających nieetyczne praktyki w ocenie dyscyplin naukowych. Prof. Dariusz Jemielniak, wiceprezes Polskiej Akademii Nauk, naganne praktyki publikacyjne w niektórych uczelniach określił mianem patologii. Narodowe Centrum Nauki przeprowadza weryfikację takich przypadków.